# Platyja phaenophoenica
Platyja phaenophoenica är en fjärilsart som beskrevs av George Francis Hampson 1905. Platyja phaenophoenica ingår i släktet Platyja och familjen nattflyn. Inga underarter finns listade i Catalogue of Life.